# شهيد (إسلام)

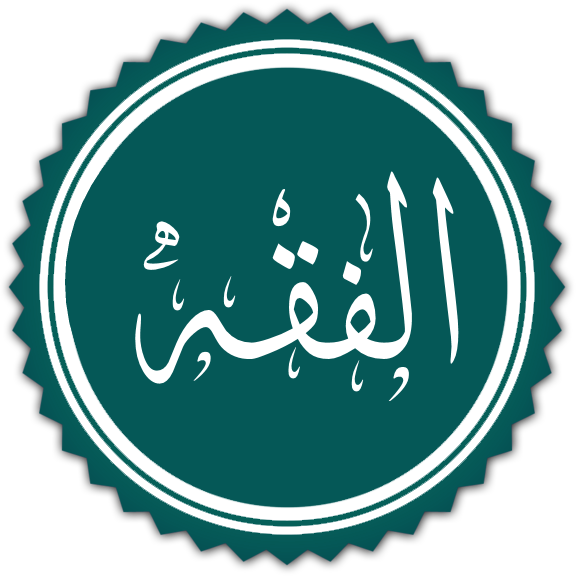

شهيد لفظة قد تُطلق على الشخص ولها معانٍ تختلف باختلاف الحال أو السياق الذي جاءت به، في اللغة: الحاضر، والشاهد: العالم ﴿وَكَذَلِكَ جَعَلْنَاكُمْ أُمَّةً وَسَطًا لِتَكُونُوا شُهَدَاءَ عَلَى النَّاسِ وَيَكُونَ الرَّسُولُ عَلَيْكُمْ شَهِيدًا وَمَا جَعَلْنَا الْقِبْلَةَ الَّتِي كُنْتَ عَلَيْهَا إِلَّا لِنَعْلَمَ مَنْ يَتَّبِعُ الرَّسُولَ مِمَّنْ يَنْقَلِبُ عَلَى عَقِبَيْهِ وَإِنْ كَانَتْ لَكَبِيرَةً إِلَّا عَلَى الَّذِينَ هَدَى اللَّهُ وَمَا كَانَ اللَّهُ لِيُضِيعَ إِيمَانَكُمْ إِنَّ اللَّهَ بِالنَّاسِ لَرَءُوفٌ رَحِيمٌ ۝١٤٣﴾ [البقرة:143]. كلمة شهيد مشتقة من الجذر الثلاثي شهد، ويقال أستشهد أي طلبت شهادته لتأكيد خبر قاطع أو معاينة، واستشهد في سبيل كذا أي بذل حياته تلبية لغاية كذا.
الشهيد في الاصطلاح الشرعي: من مات من المسلمين في سبيل الله دون غرض من الدنيا.
الشهيد في الإسلام:
جاء لفظ الشهيد في القرآن الكريم لمرة واحدة بهذا المعنى في قوله تعالى: ﴿وَإِنَّ مِنْكُمْ لَمَنْ لَيُبَطِّئَنَّ فَإِنْ أَصَابَتْكُمْ مُصِيبَةٌ قَالَ قَدْ أَنْعَمَ اللَّهُ عَلَيَّ إِذْ لَمْ أَكُنْ مَعَهُمْ شَهِيدًا ۝٧٢﴾ [النساء:72]. وهو قول منسوب للمبطلين ساقه الله تعالى في القرآن للبلاغ، وكان وعد الله تعالى لمن يقتل في سبيله (يستشهد) مغفرة ورحمة كاملة لا ثواب بعدها إلا الجنة قال تعالى: ﴿وَلَئِنْ قُتِلْتُمْ فِي سَبِيلِ اللَّهِ أَوْ مُتُّمْ لَمَغْفِرَةٌ مِنَ اللَّهِ وَرَحْمَةٌ خَيْرٌ مِمَّا يَجْمَعُونَ ۝١٥٧﴾ [آل عمران:157]. وأما ما ورد باللفظ «شهيد» من غير ذلك فلا علاقة له بهذا المعنى.
بشكل أساسي يطلق لقب الشهيد في الإسلام على من يقتل أثناء حرب مع العدو، سواء أكانت المعركة جهاد طلب أي لفتح البلاد ونشر الإسلام فيها، أم جهاد دفع أي لدفع العدو الذي هاجم بلاد المسلمين. وقد ذكر رسول الله: (من قُتل دون دينه فهو شهيد ومن قُتل دون ماله فهو شهيد ومن قُتل دون دمه فهو شهيد ومن قُتل دون أهله فهو شهيد). وكذلك من مات غرقاً أو حرقاً فهو شهيد.

## الشهيد في الديانات الأخرى

### الشهيد في اليهودية
يستعمل اليهود لفظة قدوش هاشم (تقديس اسم الله) على الأعمال التي ترضي الله بشكل كبير وتعتبر التضحية بالنفس من أجل الديانة اليهودية إحدى أهم ركائزها. تطلق لفظة الشهيد غالبا على القتلى اليهود في الحروب المكابية والحروب التي تلتها ضد الرومان. كما تطلق اللفظة على اليهود الذين تم قتلهم لأسباب دينية على مر العصور.

### الشهيد عند المسيحيين
تطلق لفظة شهيد في المسيحية على كل من قُتل بسبب تبشيره بالديانة المسيحية أو إيمانه بها. وتطلق لفظة شهداء الكنيسة على المسيحيين الأوائل الذين تم اضطهادهم عن طريق الرومان أو البارثيين.

## مراتب الشهداء
شهداء الآخرة المكرمين بالرحمة والمغفرة بوعد الله تعالى وهم الأحياء عند ربهم لقوله جل وعلا: (ولا تقولوا لمن يُقتل في سبيل الله أموات بل أحياء ولكن لا تشعرون) [البقرة: 154] وهم المحددون بفعل القتال في سبيل الله لا لغرض في الدنيا لقوله تعالى "(فليقاتل في سبيل الله الذين يشرون الحياة الدنيا بالآخرة ومن يقاتل في سبيل الله فيُقتل أو يَغلب فسوف نؤتيه أجرًا عظيمًا) [النساء: 74]
هذه الفئة من الشهداء كان وعد الله عليه حقا أن يدخلهم الجنة لقوله جل شأنه "(إن الله اشترى من المؤمنين أنفسهم وأموالهم بأن لهم الجنة يقاتلون في سبيل الله فيقتلون ويُقتلون وعدًا عليه حقًا في التوراة والإنجيل والقرآن ومن أوفى بعهده من الله فاستبشروا ببيعكم الذي بايعتم به وذلك هو الفوز العظيم) [التوبة: 111]
وهناك فئة من الشهداء ذكرها رسول الله صلوات الله عليه كما جاء في الحديث «(من قُتل دون دينه فهو شهيد ومن قُتل دون ماله فهو شهيد ومن قُتل دون دمه فهو شهيد ومن قِتل دون نفسه في سبيل الله). وكذلك من مات غريقا أو محروقا فهو شهيد»

## سبب تسمية الشهيد شهيدًا
للعلماء في ذلك أقوال شتى منها:
- لأنه حي، فكأن أرواحهم شاهدة أي حاضرة.
- لأن الله ورسوله وملائكته يشهدون له بالجنة.
- لأنه يشهد (يرى) عند خروج روحه ما أُعدّ له من الكرامة.
- لأنه يشهد له بالأمان من النار.
- لأن ملائكة الرحمة تشهده عند موته. وتشهد له بحسن الخاتمة.
- لأنه يشاهد الملائكة عند احتضاره.
- لأن الله يشهد له بحسن نيته وإخلاصه.
- لأنه الذي يشهد يوم القيامة بإبلاغ الرسل.

## مكانة الشهيد
قال الله تعالى "(إن الله اشترى من المؤمنين أنفسهم وأموالهم بأن لهم الجنة يقاتلون في سبيل الله فيقتلون ويُقتلون وعدًا عليه حقًا في التوراة والإنجيل والقرآن ومن أوفى بعهده من الله فاستبشروا ببيعكم الذي بأيعتم به وذلك هو الفوز العظيم) [التوبة: 111] وذلك الوعد الحق الذي يبينه القرآن لمكانة الشهيد عند ربه فقد فاز فوزا عظيما، والفوز العظيم هو أعلى مراتب الجنة عند الله بصحبة الأنبياء وعلى حوض النبي محمد صلوات الله عليه.
وهو في آية أخرى قال رب السموات والأرض«... ومن يقاتل في سبيل الله فيُقتل أو يغلب فسوف نؤتيه أجرًا عظيمًا [النساء: 74] وذلك هو الفوز المذكور في الآية السابقة، أما المكانة الأولى الأظهر في القرآن المجيد فهي الحياة عند الله بمجرد الشهادة فالشهداء لا يموتون» ولا تقولوا لمن يقتل في سبيل الله أموات بل أحياء ولكن لا تشعرون [البقرة: 154]
وخير بيان للوعد بالجنة كفوز عظيم هو قوله تعالى"إن الله اشترى من المؤمنين أنفسهم وأموالهم بأن لهم الجنة يقاتلون في سبيل الله فيقتلون ويقتلون وعدًا عليه حقًا في التوراة والإنجيل والقرآن ومن أوفى بعهده من الله فاستبشروا ببيعكم الذي بايعتم به وذلك هو الفوز العظيم [التوبة: 111]

### الشهيد في القرآن
قال تعالى: ولا تحسبن الذين قُتلوا في سبيل الله أمواتًا بل أحياء عند ربهم يرزقون (169) فرحين بما ءاتاهم الله من فضله ويستبشرون بالذين لم
يلحقوا بهم من خلفهم ألا خوف عليهم ولا هم يحزنون (170) يستبشرون بنعمة من الله وفضل وأن الله لا يضيع أجر المؤمنين (171) (سورة آل عمران). وقال تعالى: فليقاتل في سبيل الله الذين يشرون الحياة الدنيا بالآخرة ومن يقاتل في سبيل الله فيقتل أو يغلب فسوف نؤتيه أجرًا عظيمًا (سورة النساء: الآية 74).

### الشهيد فيالسنة
روى أنس بن مالك رضي الله عنه عن النبي صلى الله عليه وسلم قال: "ما أحد يدخل الجنة يحب أن يرجع إلى الدنيا وله ما على الأرض من شيء إلا
الشهيد يتمنى أن يرجع إلى الدنيا فيقتل عشر مرات لما يرى من الكرامة «(رواه البخاري، الحديث الرقم 2606). وفي رواية:» ما من نفس تموت لها
عند الله خير يسرها أنها ترجع إلى الدنيا ولا أن لها الدنيا وما فيها إلا الشهيد فإنه يتمنى أن يرجع فيقتل في الدنيا لما يرى من فضل الشهادة "(رواه مسلم، الحديث الرقم 3488).
وعن النبي صلى الله عليه وسلم قال: يشفع الشهيد في سبعين من أهل بيته(سنن أبو داود، الحديث الرقم 2160).
وعن جابر بن عبد الله يقول لقيني رسول الله فقال لي: يا جابر، ما لي أراك منكسرًا؟ قلت: يا رسول الله، استشهد أبي قتل يوم أحد وترك عيالا
ودينًا. قال: أفلا أبشرك بما لقي الله به أباك: قلت بلى يا رسول الله. قال: ما كلم الله أحدًا قط إلا من وراء حجاب، وأحيا أباك فكلمه كفاحًا فقال
يا عبدي تمن علي أعطك قال يا رب تحييني فأقتل فيك ثانيةً قال الرب عز وجل إنه قد سبق مني أنهم إليها لا يرجعون قال وأنزلت هذه الآية
 ولا تحسبن الذين قتلوا في سبيل الله أمواتًا (رواه الترمذي، الحديث الرقم 2936).
قيل: أكرم الله والد جابر واسمه عبد الله بن حرام، بهذه الكرامة، لأنه كان عنده بنات، لم يتبرم بهن، رباهن، وأكرمهن، ويوم استشهد، أخبر أبنه جابرًا
بأنه مقتول، وأوصاه بهن خيرًا، كما أوصاه أن يقضي دينه، يضاف إلى ذلك تمثيل المشركين به.
وعن جابر قال: "جيء بأبي يوم أحد قد مثل به حتى وضع بين يدي رسول الله صلى الله عليه وسلم وقد سجي ثوبًا فذهبت أريد أن أكشف عنه
فنهاني قومي ثم ذهبت أكشف عنه فنهاني قومي فأمر رسول الله صلى الله عليه وسلم فرفع فسمع صوت صائحة فقال من هذه فقالوا ابنة عمرو أو
أخت عمرو قال فلم تبكي أو لا تبكي فما زالت الملائكة تظله بأجنحتها" (رواه البخاري، الحديث الرقم 1211).
وقال رسول الله صلى الله عليه وسلم: "لما أصيب إخوانكم بأحد جعل الله أرواحهم في جوف طير خضر ترد أنهار الجنة تأكل من ثمارها وتأوي
إلى قناديل من ذهب معلقة في ظل العرش فلما وجدوا طيب مأكلهم ومشربهم ومقيلهم قالوا من يبلغ إخواننا عنا أنا أحياء في الجنة نرزق لئلا
يزهدوا في الجهاد ولاينكلوا عند الحرب فقال الله سبحانه أنا أبلغهم عنكم قال فأنزل الله ولا تحسبن الذين قتلوا في سبيل الله إلى آخر الآية".(رواه أبو داود، الحديث الرقم 2158).
وعن أنس رضي الله عنه: أن النبي الله صلى الله عليه وسلم قال: "إذا وقف العباد للحساب. جاء قوم واضعي سيوفهم على رقابهم تقطر دمًا، فازدحموا
على باب الجنة فقيل: من هؤلاء؟ قيل: الشهداء كانوا أحياء مرزوقين" (رواه الطبراني بإسناد حسن).
ذكر السيف في الحديث؛ لأنه السلاح الغالب استعماله في ذلك الوقت، ويلحق به السلاح المستعمل اليوم. فشهداء عصرنا يأتون يوم القيامة، حاملين
سلاحهم الذي استعملوه، من بندقية، ومدفع رشاش، ومسدس، وقنبلة، وغيرها.

## أمن فتنة القبر
عن راشد بن سعد عن رجل من أصحاب النبي الله صلى الله عليه وسلم: "أن رجلا قال يا رسول الله ما بال المؤمنين يفتنون في قبورهم إلا الشهيد
قال كفى ببارقة السيوف على رأسه فتنةً" (رواه النسائي، الحديث الرقم 2026).
أفاد الحديث: أن الشهيد لا يسأله الملكان في قبره. لأن القصد بسؤالهما، فتنة الميت وامتحانه، والشهيد قد امتحن بأهوال الحرب وفزعاتها، وتعرضه
للموت وهو ثابت حتى استشهد. فكان ذلك امتحانًا كافيًا في الدلالة على قوة إيمانه، وذلك للشهيد المخلص.
عن عتبة بن عبد السلمي قال: قال رسول الله صلى الله عليه وسلم"القتلى ثلاثة مؤمن جاهد بنفسه وماله في سبيل الله إذا لقي العدو قاتل حتى يقتل قال النبي صلى الله عليه وسلم فيه فذلك الشهيد الممتحن في خيمة الله تحت عرشه لا يفضله النبيون إلا بدرجة النبوة. ومؤمن خلط عملًا صالحًا وآخر سيئًا جاهد بنفسه وماله في سبيل الله إذا لقي العدو قاتل حتى يقتل قال النبي صلى الله عليه وسلم فيه ممصمصة محت ذنوبه وخطاياه إن السيف محاء للخطايا وأدخل الجنة من أي أبواب الجنة شاء. ومنافق جاهد بنفسه وماله فإذا لقي العدو قاتل حتى يقتل فذاك في النار إن السيف لا يمحو النفاق" (سنن الدارمي، الحديث الرقم 2304).
وعبارة إن السيف محاء للخطايا: يفيد أن الشهيد تُمحى عنه ذنوبه، لأنه بذل نفسه لله، فجوزي بتكفير ذنوبها. والمعنى: أن الكافر إذا قتل مسلمًا لم يترك عليه ذنبًا، لأن الشهيد تكفر ذنوبه كلها، أما المقتول في غير الجهاد فلا تمحى ذنوبه بقتله، ولو كان مظلومًا، نعم يكفر عنه بعضها، باعتبار القتل مصيبة نزلت به.
عن أبي هريرة رضي الله عنه عن النبي الله صلى الله عليه وسلم: أنه سأل جبريل عليه السلام عن هذه الآية ؟ ونفخ في الصور فصعق من في السموات ومن في الأرض إلا من شاء الله (سورة الزمر: الآية 68): «من الذين لم يشأ الله أن يصعقهم ؟ قال: هم شهداء الله» (الحاكم النيسابوري).
أفاد الحديث: أن الشهداء هم المستثنون من الصعق في الآية. قال بذلك جماعة من العلماء.
عن سمرة قال: النبي صلى الله عليه وسلم: "رأيت الليلة رجلين أتياني فصعدا بي الشجرة فأدخلاني دارًا هي أحسن وأفضل لم أرَ قط أحسن منها
قالا أما هذه الدار فدار الشهداء" (رواه البخاري، الحديث الرقم 2582).

## ذنب لا تكفره الشهادة
تقدم في الأحاديث السابقة أن الشهيد يُغفر له في أول دفعة من دمه، وأن ذنوبه تكفر باستشهاده. إلا أنه يستثنى منها الدَين، للذين كان يقدر على الوفاء به ولم يفعل، وذلك، لما رواه عبد الله بن عمرو بن العاص: أن رسول الله صلى الله عليه وسلم قال: «يغفر للشهيد كل ذنب إلا الدين» (رواه مسلم، الحديث الرقم 3498).
عن أبي قتادة أن رسول الله صلى الله عليه وسلم: "قام فيهم فذكر لهم أن الجهاد في سبيل الله والإيمان بالله أفضل الأعمال فقام رجل فقال يا رسول الله أرأيت إن قتلت في سبيل الله تكفر عني خطاياي فقال له رسول الله صلى الله عليه وسلم نعم إن قتلت في سبيل الله وأنت صابر محتسب مقبل غير مدبر ثم قال رسول الله كيف قلت قال أرأيت إن قُتلت في سبيل الله أتكفر عني خطاياي فقال رسول الله نعم وأنت صابر محتسب مقبل
غير مدبر إلا الدين فإن جبريل عليه السلام قال لي ذلك" (رواه مسلم، الحديث الرقم 3497).
أفاد الحديث: أن جبريل عليه السلام نزل خاصة ليخبر النبي الله صلى الله عليه وسلم: أن الدين لا يغفر للشهيد، لأنه حق لآدمي، لم يتنازل عنه، فإن
ترك الشهيد ما يقضي منه دينه، أو أوصى بأن يقضى عنه، كما أوصى عبد الله ابنه جابرًا، حين خرج في غزوة أحد، أو قضاه عنه أحد أقاربه، أو
بعض المسلمين، فإن الله يغفر له، ولا يعاقب عليه.
أما الدين إذا أخذه المرء في حق واجب، لفاقة أو عسر، ثم مات، ولم يترك له وفاء، فإن الله تعالى لا يحجبه عن الجنة برحمته تعالى، شهيدًا كان أو
غيره. لأن على الحاكم فرضًا أن يؤدي عنه في هذه الحالة، لقول رسول الله صلى الله عليه وسلم: "أنا أولى بالمؤمنين من أنفسهم فمن توفي من المؤمنين
فترك دينًا فعلي قضاؤه ومن ترك مالًا فلورثته" (رواه البخاري، الحديث الرقم 2133). فإن لم يؤد عنه السلطان، فإن الله تعالى يقضي عنه، ويرضي خصمه.
وأما من استدان في سفه، أو سرف، فمات ولم يوفه أو ترك له وفاء، ولم يوص به، أو قدر على الأداء فلم يوفه، فهذا الذي يحبس به صاحبه عن
الجنة، حتى يقع القصاص بالحسنات والسيئات ممن استدان.

## أرواح الشهداء في الجنة
قال تعالى: ﴿وَلَا تَحْسَبَنَّ الَّذِينَ قُتِلُوا فِي سَبِيلِ اللَّهِ أَمْوَاتًا بَلْ أَحْيَاءٌ عِنْدَ رَبِّهِمْ يُرْزَقُونَ ۝١٦٩﴾ [آل عمران:169]. عن ابن عباس، قال: قال رسول الله ﷺ: «لما أصيب إخوانكم بأحد جعل الله أرواحهم في جوف طير خضر ترد أنهار الجنة تأكل من ثمارها وتأوي إلى قناديل من ذهب معلقة في ظل العرش فلما وجدوا طيب مأكلهم ومشربهم ومقيلهم قالوا من يبلغ إخواننا عنا أنا أحياء في الجنة نرزق لئلا يزهدوا في الجهاد ولا ينكلوا عند الحرب فقال الله سبحانه أنا أبلغهم عنكم قال فأنزل الله (ولا تحسبن الذين قتلوا في سبيل الله) إلى آخر الآية» (سنن أبو داود، الحديث الرقم 2158) هذه الآية نزلت في شهداء أحد.
وقول رسول الله ﷺ عن الشهداء: «أرواحهم في جوف طير خضر لها قناديل معلقة بالعرش تسرح من الجنة حيث شاءت ثم تأوي إلى تلك القناديل فاطلع إليهم ربهم اطلاعةً فقال هل تشتهون شيئًا قالوا أي شيء نشتهي ونحن نسرح من الجنة حيث شئنا ففعل ذلك بهم ثلاث مرات، فلما رأوا أنهم لن يتركوا من أن يسألوا قالوا: يا رب نريد أن ترد أرواحنا في أجسادنا حتى نقتل في سبيلك مرةً أخرى، فلما رأى أن ليس لهم حاجة تركوا» (رواه مسلم، الحديث الرقم 3500).
وقال رسول الله ﷺ: «ما أحد يدخل الجنة يحب أن يرجع إلى الدنيا وله ما على الأرض من شيء إلا الشهيد يتمنى أن يرجع إلى الدنيا فيقتل عشر مرات لما يرى من الكرامة». (رواه البخاري، الحديث الرقم 2606).
وقال رسول الله ﷺ: «للشهيد عند الله ست خصال يغفر له في أول دفعة ويرى مقعده من الجنة ويجار من عذاب القبر ويأمن من الفزع الأكبر ويوضع على رأسه تاج الوقار الياقوتة منها خير من الدنيا وما فيها ويزوج اثنتين وسبعين زوجةً من الحور العين ويشفع في سبعين من أقاربه» (رواه الترمذي، الحديث الرقم 1586).
وقال رسول الله ﷺ: «الشهداء على بارق نهر بباب الجنة في قبة خضراء يخرج عليهم رزقهم من الجنة بكرةً وعشيًا» (رواه أحمد، الحديث الرقم 2268).
وقد يتساءل المرء: كيف تكون روح المؤمن في حوصلة الطير؛ فذلك حبس لها، وتضييق عليها؟ والجواب: بأن الطير مركبة لها، كما يركب أحدنا سيارة تحمله من مكان إلى آخر. قال أحد العلماء في الجواب عن ذلك، إن الله جعل أرواح الشهداء في أجواف طير خضر. فإنهم لما بذلوا أنفسهم لله، أعاضهم عنها في البرزخ أبدانًا خيرًا منها، تكون فيها إلى يوم القيامة، ويكون نعيمها بواسطة تلك الأبدان، أكمل من نعيم الأرواح المجردة عنها. ولهذا كانت نسمة المؤمن في صورة طير أو كطير، ونسمة الشهيد في جوف طير.

## أقسام الشهداء
اتفق العلماء على أن الشهداء ثلاثة أقسام:

### شهيد الدنيا والآخرة
فهو الشهيد الكامل الشهادة، وهو أرفع الشهداء منزلة عند الله. وأفضلهم مقامًا في الجنة، وهو المسلم المكلف الطاهر، الذي قُتل في المعركة مخلصًا لله
النية، مقبلًا غير مدبر، سواء قتله أهل الحرب أو البغي أو قطاع الطريق، أو وُجد في المعركة وبه أثر القتل، أو قتله مسلم أو ذمي ظلمًا بآلة جارحة ولم
تجب بقتله دية وكان موته فور الإصابة، أو وجد قتيلًا عند انكشاف الحرب ولم يعلم سبب موته؛ سواء أكان عليه أثر دم أم لا، وسواء مات في الحال
أو بقي زمنًا ثم مات بعد ذلك، وسواء أ أكل وشرب ووصى أم لا، وسواء أكان رجلًا أو امرأة بالغًا أو غير بالغ. أو هو شهيد المعركة هو المسلم الذي
وقع قتيلًا بين الأعداء في أثناء المعركة ومات فور إصابته. ولا فرق بين أن يكون قتله بقذيفة مدفع، أو صاروخ، أو رصاصة بندقية أو مسدس، أو
قنبلة طائرة أو لغم في أرض أو سيف أو رمح أو سكين أو عصا أو دبابة تسير على جسده، أو بأي وسيلة أخرى مباشرة أو غير مباشرة في القتل.
ولو كان المقاتل يركب سيارة أو دبابة أو طائرة، في أثناء المعركة، وهو قائم بعمل يتصل بالمعركة، وتدهورت السيارة أو الدبابة أو هوت الطائرة سواء
كان ذلك بفعل العدو أو غير فعله، فقتل، فهو شهيد معركة، كذلك والأصل في ذلك شهداء أحد إذ لم يقتلوا كلهم بالسيف والسلاح بل منهم من
دمغ رأسه بحجر، ومنهم من قتل بالعصا، ومع ذلك فقد عمهم النبي صلى الله عليه وسلم في الأمر بترك الغسل.
ولو قاتل العدو المقاتلين حتى ألقاهم في بحر أو نهر أو بركة فماتوا أو مات بعضهم فهم شهداء معركة. ومن قتله المسلمون في المعركة خطأ، أو قتل نفسه
في المعركة بيده خطأ، كأن رمى قنبلة على الأعداء فأصابته وقتلته فهو شهيد معركة. وإذا جرح أحد المقاتلين في المعركة وحمل حيًا من ساحتها، ولم يعش
عيشة مستقرة بعدها، كأن يبقى فاقد الوعي ثم مات، وهو على هذه الحال، فهو شهيد معركة.
وإذا أغار العدو على جماعة من المسلمين سواء أكانوا عسكريين أم مدنيين، وسواء كانوا في معركة أو في مدينة أو في قرية أو في مضارب البدو فقتل
منهم أناسًا؛ فإن كل قتيل منهم شهيد، له حكم شهيد معركة.

### شهيد الدنيا
هو من غل من الغنيمة أو مات مدبرًا، أو من قاتل لتعلم شجاعته، أو طلبًا للغنيمة فقط.
ولعل كل قتيل في المعركة، لم يكن مخلصًا لله، فهو من شهداء الدنيا، فإذا كان الباعث له، ليس الجهاد في سبيل الله، وإنما شيء من أشياء الدنيا، فإنه
لا يحرم نفسه من الأجر والثواب فحسب، بل إنه، بذلك، يعرض نفسه للعذاب يوم القيامة، فعن أبي هريرة قال: "سمعت رسول الله صلى الله عليه
وسلم يقول إن أول الناس يقضى يوم القيامة عليه رجل استشهد فأتي به فعرفه نعمه فعرفها قال فما عملت فيها قال قاتلت فيك حتى استشهدت قال
كذبت ولكنك قاتلت لأن يقال جريء فقد قيل ثم أمر به فسحب على وجهه حتى ألقي في النار" (رواه مسلم، الحديث الرقم 3527).

### شهيد الآخرة
هو من أثبت له الشارع الشهادة، ولم تجر عليه أحكامها في الدنيا، أي أنه كباقي الموتى يغسل ويكفن ويصلى عليه ويدفن، وقد جعلهم الشارع في حكم
الشهداء، لخصلة خير اتصفوا بها، أو لمصيبة أصابتهم فقدوا فيها حياتهم. وقد ذكر العلماء، بناء على ما ورد من أحاديث، أن شهداء الآخرة كثيرون،
عدها السيوطي ثلاثين، وأوصلها بعضهم إلى الخمسين فمن ذلك:
طالب الشهادة، والمطعون، والمبطون، والغريق، وصاحب الهدم، وصاحب ذات الجنب، والحريق، والمرأة تموت بالنفاس، والمقتول دون ماله، والمقتول
دون مظلمته، أو دون دينه أو أهله أو دمه، والميت بالغربة، والمواظب على قراءة آخر سورة الحشر العامل بما فيها، وطالب العلم، والمقتول صبرًا،
والمقتول بسبب قوله كلمة الحق للحاكم.
وفيما يلي تفصيل ذلك:

## أنواع شهداء الآخرة

### طالب الشهادة
قال رسول الله صلى الله عليه وسلم: من سأل الله الشهادة بصدق بلغه الله منازل الشهداء وإن مات على فراشه (رواه مسلم، الحديث الرقم 3532).
وفي رواية: من طلب الشهادة صادقًا أعطيها ولو لم تصبه (رواه مسلم، الحديث الرقم 3531).
ويفيد الحديث، أن من طلب الشهادة صادقًا بأن يكون قصده الجهاد في سبيل الله لنصرة دينه، ثم مات على فراشه، فإن الله يكتب له أجر شهيد،
ويبعثه في زمرة الشهداء. لأن الله علم صدق نيته وشرف قصده. والقرآن يؤيد هذا، وذلك أن الهجرة قبل فتح مكة، كانت مفروضة، يعصي تاركها.
وكان بعض الصحابة يموت في الطريق، قبل وصوله إلى المدينة. فأنزل الله تعالى: "ومن يخرج من بيته مهاجرًا إلى الله ورسوله ثم يدركه الموت فقد وقع
أجره على الله" (سورة النساء: الآية 100). أي فقد حصل له أجر المهاجر، وكتب في زمرة المهاجرين.

#### جملة من الشهداء
قال رسول الله صلى الله عليه وسلم : "ما تعدون الشهيد فيكم؟ قالوا يا رسول الله، من قُتل في سبيل الله فهو شهيد قال إن شهداء أمتي إذًا لقليل
قالوا: فمن هم يا رسول الله؟ قال: من قُتل في سبيل الله فهو شهيد؛ ومن مات في سبيل الله فهو شهيد؛ ومن مات في الطاعون فهو شهيد؛ ومن
مات في البطن فهو شهيد والغريق شهيد" (رواه مسلم، الحديث الرقم 3539).
وقال رسول الله صلى الله عليه وسلم : "الشهادة سبع سوى القتل في سبيل الله المطعون شهيد والغرق شهيد وصاحب ذات الجنب شهيد والمبطون
شهيد وصاحب الحريق شهيد والذي يموت تحت الهدم شهيد والمرأة تموت بجمع شهيد" (رواه أبو داود، الحديث الرقم 2704).
عن أبي هريرة عن النبي صلى الله عليه وسلم قال: «الشهداء خمسة المطعون والمبطون والغرق وصاحب الهدم والشهيد في سبيل الله» (رواه البخاري،
الحديث الرقم 2617).
عن عقبة بن عامر: أن رسول الله صلى الله عليه وسلم قال: "خمس من قبض في شيء منهن فهو شهيد المقتول في سبيل الله شهيد والغرق في سبيل
الله شهيد والمبطون في سبيل الله شهيد والمطعون في سبيل الله شهيد والنفساء في سبيل الله شهيد" (رواه النسائي، الحديث الرقم 3112).
يتبين مما سبق أن من شهداء الآخرة كذلك:

### من مات بالطاعون
وهو وباء معروف، صحت الأحاديث فيه: أنه شهادة، فعن أنس بن مالك عن النبي صلى الله عليه وسلم قال «الطاعون شهادة لكل مسلم» (رواه
البخاري، الحديث الرقم 2618).
وعن عائشة ـ رضي الله عنها ـ قالت: سألت، رسول الله صلى الله عليه وسلم عن الطاعون. فقال: "أنه كان عذابًا يبعثه الله على من يشاء فجعله الله
رحمةً للمؤمنين فليس من عبد يقع الطاعون فيمكث في بلده صابرًا يعلم أنه لن يصيبه إلا ما كتب الله له إلا كان له مثل أجر الشهيد"(رواه البخاري،
الحديث الرقم 5293).
وعن عائشة رضي الله عنها قالت: قال رسول الله صلى الله عليه وسلم " لا تفنى أمتي إلا بالطعن والطاعون. قلت: يا رسول الله هذا الطعن قد
عرفناه فما الطاعون؟ قال: غدة كغدة البعير المقيم بها كالشهيد والفارّ منها كالفار من الزحف" (رواه أحمد، الحديث الرقم 23965).
ولعل الحديث يقصد الفار من بلد أصيب بالطاعون إلى بلد آخر، فيتسبب بذلك في نقل الوباء إليه؛ ومن ثم يريد النبي حصر المرض وآثاره في مكانه
دون أن يتعدى إلى غيره.

### المبطون
وهو الذي يشتكي بطنه من إسهال، أو استسقاء أو نحو ذلك. يقال، بُطِن : إذا اشتكى بطنه، فهو مبطون. أو من مات بقرحة
المعدة، أو بالسل، أو بأزمة قلبية، أو بأي داء في البطن. عن رسول الله قال: «من قتله بطنه لم يعذب في قبره» (رواه الترمذي، الحديث الرقم 984)

### الغريق
إذا سافر الشخص في البحر، سفرًا مباحًا، أو سفر طاعة، ثم هاج البحر، فغرق فإنه يكون شهيدًا، وكذلك المائد في البحر، وهو الذي يصيبه القيء
الشديد، أو يصاب بدوار البحر بسبب اضطراب السفينة بالأمواج فيسقط، وذلك لقوله (ص): «المائد في البحر الذي يصيبه القيء له أجر شهيد»(رواه
أبو داود، الحديث الرقم 3132) وكذلك من شرق وهو يشرب فمات فإنه يعد غريقًا. أما لو ركب البحر عاصيًا لأبويه، أو أحدهما، أو قاصدًا سرقة،
أو قتلًا أو غير ذلك من المعاصي فغرق فإنه لا يكون شهيدًا، بل هو عاص بحسب نيته.

### المطعون
هو الذي مات بالطاعون.

### صاحب الهدم
وهو من مات تحت الهدم، فإنه شهيد.

### صاحب ذات الجنب
وذات الجنب: دمل أو خراج كبير يظهر في باطن الجنب، وينفجر إلى الداخل، قلّما يسلم صاحبها. وذو الجنب: الذي يشتكي جنبه بسبب ذلك الدمل،
أو الخارج وهو يسمى«دبيلة».

### صاحب الحريق
وفي رواية (والحرق شهيد) (موطأ مالك، كتاب الجنائز: الحديث الرقم 493) يعني أن المسلم إذا مات محترقًا بالنار، غير منتحر، فإنه يكون شهيدًا. ولو أحرقته نار قنبلة أو سوائل كيميائية، أو غازات، أو نحوها من الأسلحة الحديثة، فإنه شهيد كذلك.

### المرأة تموت بجمع
وهي التي تموت بالنفاس، وولدها في بطنها.
قيل: التي تموت بالنفاس، سواء ألقت ما في بطنها، أو لا.
وقيل: التي تموت عذراء، لم يمسها الرجال.
وقيل: التي تموت قبل أن تحيض.
والصحيح الأول: يؤيده قوله صلى الله عليه وسلم: «والنفساء يجرها ولدها بسرره إلى الجنة» (رواه أحمد، الحديث الرقم 15426).
وهذا مقيد بإذا كان النفاس من نكاح شرعي.

### المقتول دون ماله
عن أبي هريرة قال جاء رجل إلى رسول الله صلى الله عليه وسلم، فقال: "يا رسول الله، أرأيت إن جاء رجل يريد أخذ مالي؟ قال: فلا تعطه
مالك. قال: أرأيت إن قاتلني؟ قال: قاتله. قال: أرأيت إن قتلني؟ قال: فأنت شهيد. قال: أرأيت إن قتلته؟ قال: هو في النار" (رواه مسلم، الحديث
الرقم 201).
وفي رواية: قال جاء رجل إلى رسول الله صلى الله عليه وسلم فقال: "يا رسول الله أرأيت إن عدي على مالي قال فانشد بالله قال فإن أبوا علي قال
فانشد بالله قال فإن أبوا علي قال فانشد بالله قال فإن أبوا علي قال فقاتل فإن قتلت ففي الجنة وإن قتلت ففي النار" (رواه النسائي، الحديث الرقم 4014).
يبين هذا الحديث حكم الصائل الذي يريد أخذ مال الرجل بالقوة والغلبة. فأمر صاحب المال أن يناشده الله، ويستحلفه به، ثلاث مرات فإن أبى
لرابع مرة وأصر على أخذ ماله، قاتله ودافع عن حقه. فإن قتله الصائل، كان شهيدًا ودخل الجنة، لأنه قتل، وهو يدافع عن حقه. وإن قتل هو
الصائل، دخل النار لأنه ظالم متعد، يريد أخذ مال الناس بغير حق.
عن عبد الله بن عمرو رضي الله عنهما قال سمعت النبي صلى الله عليه وسلم يقول: «من قتل دون ماله فهو شهيد» (رواه البخاري، الحديث الرقم
2300).

### المقتول دون مظلمته
عن سويد بن مقرن رضي الله عنه، قال: قال رسول الله صلى الله عليه وسلم : «من قتل دون مظلمته فهو شهيد»(رواه النسائي، الحديث الرقم 4028).
مظلمة: بفتح الميم واللام: ما أخذ من الشخص ظلمًا، كأرض أو بهيمة، أو ثياب، وما أشبه ذلك. عن عبد الله بن عمرو بن العاص، عن النبي صلى
الله عليه وسلم قال: «ما من مسلم يظلم بمظلمة فيقاتل فيقتل إلا قُتل شهيدًا» (رواه أحمد، الحديث الرقم 6619).

### المقتول دون دينه أو أهله أو دمه
كل واحد من هؤلاء الثلاثة شهيد.
عن سعيد بن زيد قال سمعت رسول الله صلى الله عليه وسلم يقول: "من قتل دون ماله فهو شهيد. ومن قتل دون دينه فهو شهيد. ومن قتل دون
دمه فهو شهيد. ومن قتل دون أهله فهو شهيد" (رواه الترمذي، الحديث الرقم 1341).

### موت الغربة
عن ابن عباس قال قال رسول الله صلى الله عليه وسلم : موت الغربة شهادة (رواه ابن ماجه، الحديث الرقم 1602).

### الميت مريضًا
عن أبي هريرة قال: قال رسول الله صلى الله عليه وسلم : من مات مريضًا مات شهيدًا، ووقي فتنة القبر، وغدي وريح عليه برزقه من الجنة (رواه ابن ماجه، الحديث الرقم 1604).
وليس المراد بالحديث مطلق المرض. بل هو محمول على مرض الطاعون. وذلك ما يوضحه الحديثان التاليان: عن العرباض بن سارية أن رسول الله
صلى الله عليه وسلم قال: يختصم الشهداء والمتوفون على فرشهم إلى ربنا في الذين يتوفون من الطاعون فيقول الشهداء إخواننا قتلوا كما قتلنا ويقول المتوفون على فرشهم إخواننا ماتوا على فرشهم كما متنا فيقول ربنا انظروا إلى جراحهم فإن أشبه جراحهم جراح المقتولين فإنهم منهم ومعهم فإذا جراحهم قد أشبهت جراحهم (رواه النسائي، الحديث الرقم 3113).
عن عتبة بن عبد السلمي عن النبي صلى الله عليه وسلم قال: يأتي الشهداء والمتوفون بالطاعون فيقول أصحاب الطاعون نحن شهداء فيقال انظروا فإن كانت جراحهم كجراح الشهداء تسيل دمًا ريح المسك فهم شهداء فيجدونهم كذلك (رواه أحمد، الحديث الرقم 16993).
وللعلماء في تفسير المقصود بالطاعون قولان:

#### أ. أحدهما
أنه الإسهال الشديد المستمر لقول العرب: أخذه البطن، إذا أصابه الداء.

#### ب. الثاني
أنه مرض الاستسقاء المعروف، الفشل الكلوي، وهو مرض تضخم أنسجة الجسم كلها نتيجة تجمع السوائل الضارة في مجاري الدم، وتسربها داخل أنسجة الجسم، وبخاصة في الساقين والرئتين، بعد فشل الكلى.
ومثله من مات بسبب السل، والأمراض الخبيثة في البطن والصدر، فإنه حين يصاب بالمرض يظل يعالج ويصبر على الآلام حتى يلقى ربه صابرًا محتسبًا.

### قراءة آخر سورة الحشر
عن معقل بن يسار عن النبي صلى الله عليه وسلم قال: من قال حين يصبح ثلاث مرات أعوذ بالله السميع العليم من الشيطان الرجيم وقرأ ثلاث آيات من آخر سورة الحشر وكّلَ الله به سبعين ألف ملك يصلون عليه حتى يمسي وإن مات في ذلك اليوم مات شهيدًا ومن قالها حين يمسي كان بتلك
المنزلة (رواه الترمذي، الحديث الرقم 2846).
وهذه الآيات من آخر سورة الحشر: " لو أنزلنا هذا القرءان على جبل لرأيته خاشعًا متصدعًا من خشية الله وتلك الأمثال نضربها للناس لعلهم يتفكرون (21) هو الله الذي لا إله إلا هو عالم الغيب والشهادة هو الرحمن الرحيم (22) هو الله الذي لا إله إلا هو الملك القدوس السلام المؤمن المهيمن العزيز الجبار المتكبر سبحان الله عما يشركون (23) هو الله الخالق البارئ المصور له الأسماء الحسنى يسبح له ما في السموات والأرض وهو العزيز الحكيم. (سورة الحشر: الآيات 21-24).
ولعل مراد الحديث أن الاستعاذة والقراءة من الأعمال الصالحة المقبولة إذا اقترنت بحسن التدبر لمعانيها، ثم بالعمل بمقتضاها في تقوى وإخلاص لله وحسن توكل عليه وثقة به ورجاء فيه.

### طالب العلم
عن أنس بن مالك قال: قال رسول الله صلى الله عليه وسلم : من خرج في طلب العلم كان في سبيل الله حتى يرجع (رواه الترمذي، الحديث الرقم 2571).

### المقتول صبرًا
قتل الصبر: أن يِقتل الشخص محبوسًا مقيدًا، وهو منهي عنه في الحيوان. قال رسول الله صلى الله عليه وسلم : إن الله كتب الإحسان على كل شيء فإذا قتلتم فأحسنوا القتلة وإذا ذبحتم فأحسنوا الذبحة وليحد أحدكم شفرته وليرح ذبيحته (رواه الترمذي، الحديث الرقم 1329). فإذا كان الإنسان مأمورًا بإراحة الحيوان المذبوح، وذلك بإلا يقيد، وإذا كان رسول الله لعن من يصبر الدجاجة ليرميها، فلا شك أن تقييد الإنسان حال قتله، يكون أشد تحريمًا وأعظم إثمًا. ويكون المقتول صبرًا، تكفر ذنوبه كلها كالشهيد.
عن بكير بن عبد الله بن الأشج عن ابن تعلى قال غزونا مع عبد الرحمن بن خالد بن الوليد فأتي بأربعة أعلاج من العدو فأمر بهم فقتلوا صبرًا قال أبو داود قال لنا غير سعيد عن ابن وهب في هذا الحديث قال بالنبل صبرًا فبلغ ذلك أبا أيوب الأنصاري فقال سمعت رسول الله صلى الله عليه
وسلم ينهى عن قتل الصبر فوالذي نفسي بيده لو كانت دجاجة ما صبرتها فبلغ ذلك عبد الرحمن بن خالد بن الوليد فأعتق أربع رقاب (رواه أبو داود، كتاب الجهاد: الحديث الرقم 2312).
حدث أن أرسل رسول الله صلى الله عليه وسلم سرية من عشرة أفراد في مهمة، وكان بينهم خبيب الأنصاري، فوقع أسيرًا في أيدي كفار مكة، فأوثقوه بالحديد، وأصروا على قتله، فطلب منهم أن يتركوه يصلي ركعتين قبل أن يقتلوه ففعلوا، فكان خبيب هو (من) سن الركعتين لكل امرئ
مسلم قتل صبرًا (رواه البخاري، الحديث الرقم 2818).

### قائل كلمة الحق للحاكم
جاء رجل إلى النبي صلى الله عليه وسلم فقال له أي الجهاد أفضل قال صلى الله عليه وسلم ; «كلمة حق عند إمام جائر» (رواه أحمد، الحديث الرقم 18074).
الشخص الذي يقوم إلى إمام جائر؛ فيأمره بالعدل وإتباع الحق، وينهاه عن الظلم والانحراف وهو يعلم جوره وبطشه، فيغضب عليه الإمام ويقتله يكون من سادات الشهداء. لأنه ضحى بنفسه وحياته، في سبيل كلمة حق يقولها، ونصيحة يبذلها.

## أحكام الشهداء

### غسل الشهيد وتكفينه
الشهيد الذي قُتل بأيدي الكفار في المعركة لا يُغسّل، عند جمهور العلماء، وإن كان جُنبًا، لأن النبي صلى الله عليه وسلم لم يغسل حنظلة الراهب، وقد استشهد جُنبًا. ويكفن الشهيد في ثيابه الصالحة للكفن، ويُدفن في دمائه، ولا يغسل شيء منها؛ لقول رسول الله صلى الله عليه وسلم : لا تغسلوهم فإن كل جرح أو كل دم يفوح مسكًا يوم القيامة ولم يصل عليهم (رواه أحمد، الحديث الرقم 13674)، وأمر صلى الله عليه وسلم بدفن شهداء أُحُد في دمائهم، ولم يغسلوا (رواه البخاري، الحديث الرقم 1257). وقال الشافعي: لعل ترك الغسل والصلاة لأنهم يلقون الله بكلومهم.

### تعريف الشهيد الذي لا يغسل ولا يصلى عليه
ذهب الفقهاء إلى أن: من قتله المشركون في القتال، أو وجد ميتًا في مكان المعركة وبه أثر جراحة أو دم، لا يُغسّل لقوله صلى الله عليه وسلم في شهداء أُحُد: زملوهم بكلومهم ودمائهم (رواه أحمد، الحديث الرقم 22549). ولم ينقل خلاف في هذا.
وذهب المالكية والشافعية إلى: أن كل مسلم مات بسبب قتال الكفار حال قيام القتال لا يُغسّل، سواء قتله كافر، أو أصابه سلاح مسلم خطأ، أو عاد إليه سلاحه، أو سقط عن دابته، أو رمحته دابة فمات، أو وجد قتيلًا بعد المعركة ولم يعلم سبب موته، سواء كان عليه أثر دم أم لا، ولا فرق في ذلك بين الرجل والمرأة، والحر والعبد، والبالغ والصبي.

### الصلاة على الشهيد
جاءت الأحاديث الصحيحة المصرحة بأنه لا يصلي عليه، ومنها:
- عن جابر بن عبد الله رضي الله عنهما قال: كان النبي ﷺ يجمع بين الرجلين من قتلى أحد في ثوب واحد ثم يقول أيهم أكثر أخذًا للقرآن فإذا أشير له إلى أحدهما قدمه في اللحد، وقال: أنا شهيد على هؤلاء يوم القيامة، وأمر بدفنهم في دمائهم ولم يغسلوا ولم يصل عليهم" (رواه البخاري، كتاب الجنائز: الحديث الرقم 1257).
- أن أنس بن مالك حدثهم أن شهداء أحد لم يغسلوا ودفنوا بدمائهم ولم يصل عليهم (سنن أبو داود، كتاب الجنائز: الحديث الرقم 2728).

وجاءت أحاديث أخرى صحيحة مصرّحة بأن يصلي عليه:
- عن عقبة بن عامر أن رسول الله ﷺ خرج يومًا فصلى على أهل أحد صلاته على الميت ثم انصرف.
- عن يزيد بن أبي حبيب قال: إن النبي ﷺ صلّى على قتلى أحد بعد ثماني سنين كالمودع للأحياء والأموات. (سنن أبو داود، كتاب الجنائز: الحديث الرقم 2806).

وقد اختلفت آراء الفقهاء تبعًا لاختلاف هذه الأحاديث، فأخذ بعضهم بها جميعًا، ورجّح بعضهم بعض الروايات على بعض وذلك كالتالي:
- فممن ذهب مذهب الأخذ بها كلها «ابن حزم»، فجوز الفعل والترك قال: فإن صلي عليه فحسن. وإن لم يصل عليه فحسن. وهو إحدى الروايات عن أحمد، واستصوب هذا الرأي ابن القيم فقال: والصواب في المسألة: إنه مخير بين الصلاة عليهم وتركها لمجيء الآثار بكل واحد من الأمرين، وهذه إحدى الروايات عن أحمد، قال: والذي يظهر من أمر شهداء أحد: أنه لم يصل عليهم عند الدفن. وقد قتل معه بأحد سبعون نفسًا، فلا يجوز أن تخفى الصلاة عليهم. وحديث جابر بن عبد الله في ترك الصلاة عليهم صحيح وصريح، وأبوه عبد الله أحد القتلى يومئذ. فله من الخبرة ما ليس لغيره.

- ويرجح أبو حنيفة والثوري والحسن وابن المسيب روايات الفعل. فقالوا: بوجوب الصلاة على الشهيد.

- ورجّح مالك والشافعي وإسحاق وإحدى الروايات عن أحمد العكس وقالوا بأنه لا يصلى عليه. قال الشافعي في الأم: جاءت الأخبار كأنها عيان من وجوه متواترة أن النبي ﷺ لم يصل على قتلى أحد، وما روي: أنه صلّى عليهم وكبّر على حمزة سبعين تكبيرة لا يصح، وأما حديث عقبة بن عامر فقد وقع في نفس الحديث: أن ذلك كان بعد ثمان سنين. وكأنه ﷺ دعا لهم واستغفر لهم حين علم قرب أجله مودعًا لهم بذلك، ولا يدل على نسخ الحكم الثابت.

من جرح في المعركة وعاش حياة مستقرة ثم مات، يغسل ويصلى عليه، وإن كان يعد شهيدًا، فإن النبي ﷺ غسل سعد بن معاذ، وصلى عليه بعد أن مات بسبب إصابته بسهم قطع أكحله [1] فحمل إلى المسجد فلبث فيه أيامًا ثم انفتح جرحه فمات شهيدًا.
من عاش عيشة، غير مستقرة، فتكلم، أو شرب ثم مات، فإنه لا يغسل ولا يصلي عليه. قال ابن قدامة في المغني، الجريح: إن رجلًا قال: أخذت ماء لعلي أسقي به ابن عمي إن وجدت به حياة. فوجدت الحارث بن هشام. فأردت أن أسقيه. فإذا رجل ينظر إليه، فأومأ لي أن أسقيه، فذهبت إليه لأسقيه، فإذا آخر ينظر إليه، فأومأ لي أن أسقيه حتى ماتوا كلهم. ولم يفرد أحد منهم بغسل ولا صلاة، وقد ماتوا بعد انقضاء الحرب.
وقيل الحكمة في ترك الصلاة عليهم:
- أن الصلاة تكون على الميت، أما الشهداء فهم أحياء، أو أن الصلاة شفاعة، وهم في غنى عنها لأنهم يشفعون لغيرهم.
- واستغنوا بكرامة الله جل وعز عن الصلاة عليهم.
- والتخفيف على من بقي من المسلمين لما يكون فيمن مات متأثرًا بجراحه.
- وخوف عودة العدو ورجاء طلبهم.
- وهمهم بأهليهم وهم أهلية م بهم.
- وإبقاء أثر الشهادة عليهم والتعظيم لهم، باستغنائهم عن دعاء القوم.

عن النبي ﷺ قال: ليس شيء أحب إلى الله من قطرتين وأثرين قطرة من دموع في خشية الله وقطرة دم تهراق في سبيل الله وأما الأثران فأثر في سبيل الله وأثر في فريضة من فرائض الله. (رواه الترمذي، الحديث الرقم 1592).
وقال الحنفية: لا يغسل كل مسلم قتل بالحديد ظلمًا، وهو طاهر بالغ، ولم يجب عوض مالي في قتله. فإن كان جنبًا أو صبيًا، أو وجب في قتله قصاص، فإنه يغسل. وإن وجد قتيلًا في مكان المعركة، فإن ظهر فيه أثر لجراحة، أو دم في موضع غير معتاد كالعين فلا يغسل.
ولو خرج الدم من موضع يخرج الدم عادة منه بغير آفة في الغالب كالأنف، والدبر والذكر فيغسل. والأصل عندهم في غسل الشهيد: أن كل من صار مقتولًا في قتال أهل الحرب أو البغاة، أو قطاع الطريق، بمعنى مضاف إلى العدو كان شهيدًا، سواء بالمباشرة أو التسبب، وكل من صار مقتولًا بمعنى غير مضاف إلى العدو لا يكون شهيدًا. فإن سقط من دابته من غير تنفير من العدو أو انفلتت دابة مشرك وليس عليها أحد فوطئت مسلمًا، أو رمى مسلم إلى العدو فأصاب مسلمًا، أو هرب المسلمون فألجأهم العدو إلى الخندق، أو نار، أو جعل المسلمون حسكًا حولهم، فمشوا عليها، في فرارهم، أو هجومهم على الكفار فماتوا يغسلون، وكذا إن صعد مسلم حصنًا للعدو ليفتح الباب للمسلمين، فزلت رجله فمات، يغسل.
وقال الحنابلة: لا يغسل الشهيد سواء كان مكلفًا أو غيره إلا إن كان جنبًا أو امرأة حائضًا أو نفساء طهرت من حيضها، أو نفاسها، وإن سقط من دابته أو وجد ميتًا ولا أثر به، أو سقط من شاهق في القتال أو رفسته دابة فمات منها، أو عاد إليه سهمه فيها، فالصحيح في المذهب في ذلك كله أنه: يغسل، إذا لم يكن ذلك من فعل العدو، ومن قتل مظلومًا، بأي سلاح قتل، كقتيل اللصوص ونحوه يلحق بشهيد المعركة، فلا يغسل في أصح الروايتين عن أحمد.
وقال الشافعية، والمالكية: يغسل من قتله اللصوص، أو البغاة.
أما من مات في غير ما ذكر من الذين ورد فيهم أنهم شهداء: كالغريق، والمبطون، والمرأة التي ماتت في الولادة، وغير ذلك فإنهم شهداء في الآخرة، ولكنهم يغسلون باتفاق الفقهاء.

### إزالة النجاسة عن الشهيد
ذهب الأحناف والمالكية والشافعية والحنابلة إلى: أنه إذا كان على الشهيد نجاسة غير دم الشهادة تغسل عنه، وإن أدى ذلك إلى إزالة دم الشهادة، لأنها ليست من أثر العبادة، وفي قول عند الشافعية، ولا تغسل النجاسة إذا كانت تؤدي إلى إزالة دم الشهادة.

### تكفين الشهيد
ذهب الحنفية: إلى أن شهيد المعركة ـ الذي قتله المشركون، أو وجد بالمعركة جريحًا، أو قتله المسلمون ظلمًا ولم يجب فيه مال ـ يكفن في ثيابه، لقوله ﷺ: «زملوهم في ثيابهم» (مسند أحمد، الحديث الرقم 22547)، الثياب التي يكفن بها وتلبس للستر. ولأن الدفن بالسلاح وما ذكر معه كان من عادة أهل الجاهلية، فإنهم كانوا يدفنون أبطالهم بما عليهم من الأسلحة وقد نهينا عن التشبّه بهم.
وعند المالكية: أن شهيد المعركة يدفن بثيابه التي مات فيها وجوبًا إن كانت مباحة وإلا فلا يُدفن بها، ويشترط أن تستره كله فتمنع الزيادة عليها، فإن لم تستره زيد عليها ما يستره، فإن وجد عريانًا ستر جميع جسده. ولا يدفن الشهيد بآلة حرب وهي معه كدرع وسلاح.
وقال الحنابلة: إن شهيد المعركة يجب دفنه في ثيابه التي قُتل فيها، ولو كانت حريرًا على ظاهر المذهب، وينزع السلاح، ولا يزاد في ثياب الشهيد ولا ينقص منها، ولو لم يحصل المسنون بها لنقصها أو زيادتها.
قال الشافعية: يكفن شهيد المعركة ندبًا في ثيابه، لخبر أبي داود بإسناد حسن عن جابر، قال: ] رُمي رجل بسهم في صدره أو في حلقه فمات فأدرج في ثيابه كما هو قال ونحن مع رسول الله ﷺ (سنن أبو داود، الحديث الرقم 2726) والمراد ثيابه التي مات فيها واعتاد لبسها غالبًا، وإن لم تكن ملطخة بالدم، ويفهم من عبارتهم أنه لا يجب تكفينه في ثيابه، التي كانت عليه وقت استشهاده، بل هو أمر مندوب إليه فيجوز أن يكفن كسائر الموتى، فإن لم يكن ما عليه سابغًا، أي ساترًا لجميع بدنه، تمم وجوبًا، لأنه حق للميت، ويندب نزع آلة الحرب عنه كدرع، وكل ما لا يعتاد لبسه غالبًا كجلد.
أما شهداء غير المعركة كالغريق والحريق والمبطون والمطعون فيكفنون كسائر الموتى وذلك باتفاق جميع الفقهاء.

### دفن الشهيد
من السنة أن يدفن الشهداء في مصارعهم، ولا ينقلون إلى مكان آخر، فإن قومًا من الصحابة نقلوا قتلاهم في واقعة أحد إلى المدينة، فنادى منادي رسول الله ﷺ بالأمر برد القتلى إلى مصارعهم.
عن جابر: فبينما أنا في النظارين إذ جاءت عمتي بأبي وخالي عادلتهما على ناضح فدخلت بهما المدينة لتدفنهما في مقابرنا إذ لحق رجل ينادي ألا إن النبي ﷺ يأمركم أن ترجعوا بالقتلى فتدفنوها في مصارعها حيث قتلت فرجعنا بهما فدفناهما حيث قُتلا. (رواه أحمد، الحديث الرقم 14743).

### دفن أكثر من شهيد في قبر واحد
يجوز دفن الرجلين والثلاثة في القبر الواحد: كان النبي ﷺ يجمع بين الرجلين من قتلى أحد في ثوب واحد ثم يقول أيهم أكثر أخذًا للقرآن فإذا أشير له إلى أحدهما قدمه في اللحد وقال أنا شهيد على هؤلاء يوم القيامة وأمر بدفنهم في دمائهم ولم يغسلوا ولم يصل عليهم. (رواه البخاري، الحديث الرقم 1257).
ودفن عبد الله بن عمرو بن حرام وعمرو بن الجموح في قبر واحد، لما كان بينهما من المحبة، إذ قال عليه الصلاة والسلام: ادفنوا هذين المتحابين في الدنيا في قبر واحد.

### شهيد البحر
عن أبي امامة قال: سمعت رسول الله ﷺ يقول: شهيد البحر مثل شهيدي البر، والمائد في البحر كالمتشحط في دمه في البر، وما بين الموجتين كقاطع الدنيا في طاعة الله وإن الله عز وجل وكل ملك الموت بقبض الأرواح إلا شهيد البحر فإنه يتولى قبض أرواحهم ويغفر لشهيد البر الذنوب كلها إلا الدَين ولشهيد البحر الذنوب والدين[ (رواه ابن ماجه، الحديث الرقم 2768).
إنما كان لشهيد البحر هذا الفضل العظيم. لما في ركوب البحر من مقاساة الأهوال، واقتحام الأخطار. ومن الأمثال المتداولة المشهورة «راكب البحر مفقود والناجي منه مولود». ولذلك أفتى كثير من علماء المالكية بالأندلس، بأن ركوب البحر عذر يسقط فريضة الحج لعدم سلامة راكبه غالبًا في زمانهم. وإذا كان هذا حال راكب البحر في سفر اعتيادي آمن، فكيف حال راكبه في جهاد العدو وقتاله؟ لا شك أن الخطر يتفاقم.

### شهيد الجو
لشهيد الجو من الفضل، مثل ما لشهيد البحر، لأن في ركوب الطائرة من الأخطار، والتعرض للتميد والقيء. مثل ما في ركوب الباخرة. بل قد يكون الخطر في ركوب الطائرة أعظم، فالطائرة تقع أحيانًا في مطبّ جوي، فترتج ارتجاجة، تنخلع لها القلوب. ومن الناس من يختار ركوب الباخرة، على ركوب الطائرة، لأن الخطر فيها أقل من الطائرة، ومن سقط من سفينة يمكنه أن يسبح، أما من سقط من طائرة فالأمر يختلف.